# Miguel Blanco Medrano
Miguel César Blanco Medrano (Caracas, 29 de septiembre de 1956) es un periodista español; director y presentador del programa radiofónico Espacio en Blanco.

## Trayectoria
Licenciado en Ciencias de la Información asimismo cursa estudios en Psicología y en Antropología.
Su faceta como periodista radiofónico comenzó a mediados de 1970 en las emisoras públicas Radio Juventud y Radio Cadena Española (RCE, actual Radio 5) con los programas Nueva Generación y Ecos del Futuro.
A partir de 1983 obtendría popularidad como conductor del programa de misterio Espacio en Blanco, inicialmente emitido en Radio 5, y luego simultáneamente en Radio 1 y Radio 5 de Radio Nacional de España (RNE).
La convocatoria de una alerta OVNI en el Valle de Ucanca (Parque nacional de las Cañadas del Teide) en 1989, retransmitida por RNE y Radio Exterior de España para todo el mundo, y que congregó a más de 40.000 personas, fue un hito en la historia del programa.
Tras la cancelación del espacio en RNE, iniciaría un periplo por distintas cadenas privadas, pero siempre con la misma cabecera: Onda Cero (1992-1993), Radio Voz (1995-1997), y M-80 Radio (1998-2002).
Ha sido productor ejecutivo de programas como Gomaespuma (M-80 Radio), Sin fronteras (Radio 3 de RNE) y Mundo Misterioso (Radio Voz). Asimismo, fue colaborador del espacio Aventureros (Cadena SER), y esporádico colaborador de TVE, Tele 5, Antena 3 TV y Localia TV. En Tele 5 dirigió los programas Nueva Generación y Ecos de la Atlántida en la década de 1990.
De carácter aventurero, ha visitado más de 140 países. Buena parte de sus experiencias las ha plasmado en sus obras Crónicas de fenómenos insólitos (2003) y El sendero de los dioses (2006).
En los últimos años ha escrito en la revista Enigmas del Hombre y del Universo, donde tiene la sección "Rutas de Espacio en Blanco".
En julio de 2007, RNE anunció la vuelta de Miguel Blanco y su Espacio en Blanco a la programación a partir del mes de septiembre.

## Libros
- Crónicas de fenómenos insólitos: una aventura por el sendero de los dioses. Madrid: Nowtilus, 2003. ISBN 84-9763-012-2
- El sendero de los dioses. Madrid: Puzzle, 2006. ISBN 84-89746-57-5
- 2012 Mayas: Los señores del tiempo. Madrid: La Esfera de los Libros, 2009. ISBN 978-84-9734-870-6
- Otros Mundos, las huellas de los antiguos dioses. Madrid: La Esfera de los Libros, 2011. ISBN 978-84-9970-054-0